# Kínai lépcsőscsiga
A kínai lépcsőscsiga (Epitonium scalare) trópusi tengerekben élő ragadozó csigafaj, melynek háza valamikor értékes ritkaságnak számított. 

## Külseje

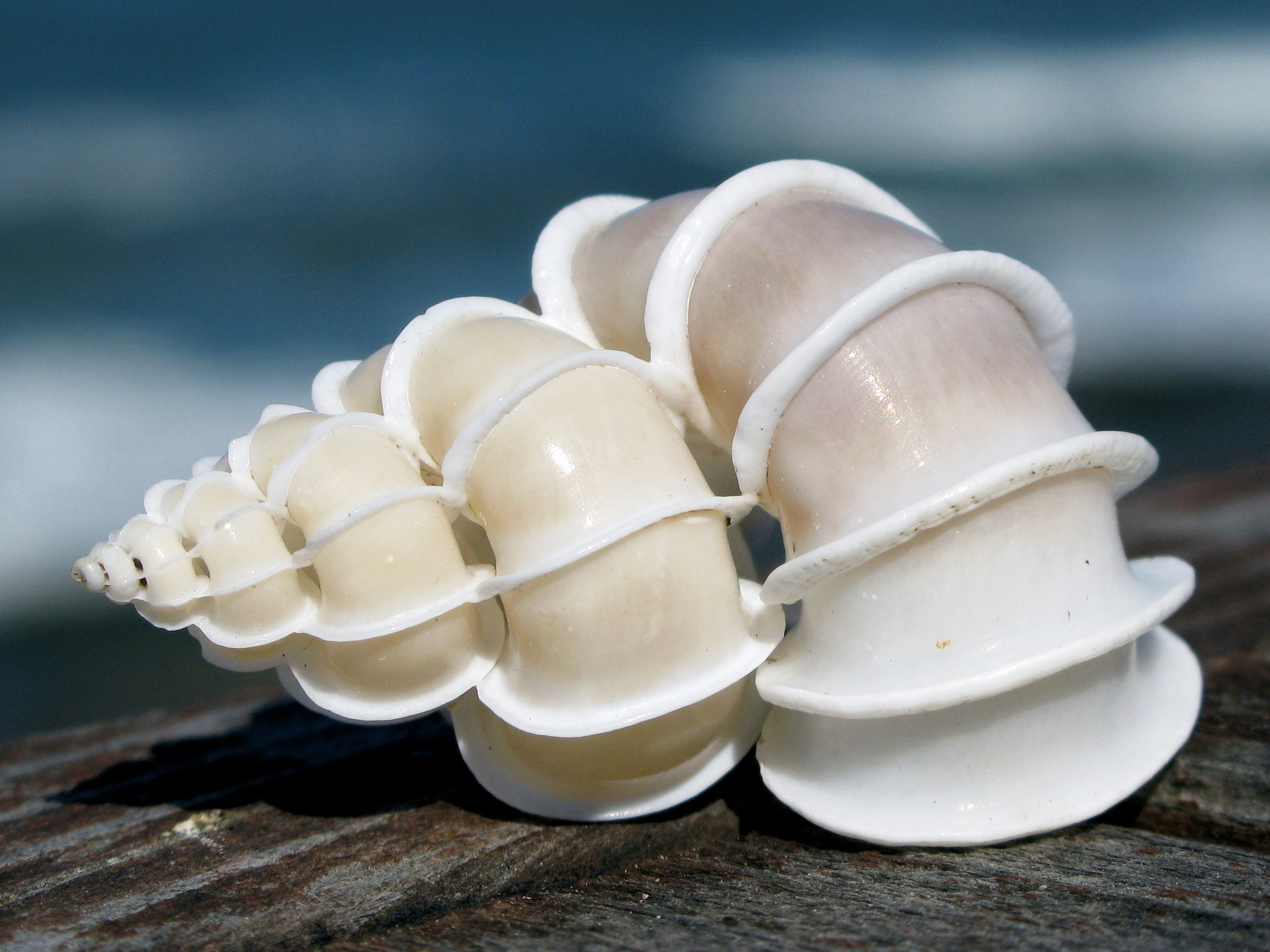

A csiga rendkívül dekoratív háza 25–72 mm magas, 6-7 kanyarulatból áll. Színe porcelánfehér, a kanyarulatok nem, vagy alig érnek egymáshoz, keresztbordák tartják őket össze. A bordák a növekedés korábbi fázisából megmaradt szájadékperemek. A házba visszahúzódott csigát sötét színű operculum, szájfedő védi.  

## Előfordulása és életmódja
A kínai lépcsőscsiga az Indiai- és a Csendes-óceán nyugati részének trópusi vizeiben él a Vörös-tengertől a Fidzsi-szigetekig és Japánig. A homokos aljzatot kedveli, ahol anemónákkal táplálkozik. 

## Kultúrtörténete
Első európai ábrázolása a Holland Kelet-Indiai Társaság által alkalmazott Georg Eberhard Rumphius könyvéből származik. Rendkívüli ritkaságnak számított, az ő korában (a 17. sz. második felében) három példány volt ismert, egyik Cosimo de'Medici toszkán nagyherceg, egy másik  Johan de la Faille gazdag delfti kereskedő birtokában volt. A harmadik valahol Angliában volt található.
Fél évszázaddal később Linné szintén mint ritkaságot írta le. 1750 körül Mária Terézia férje, I. Ferenc 4000 forintot fizetett egy példányért. 1753-ban négy lépcsőscsigáért 75 fontot fizettek Nagy-Britanniában. 1757-ben Hágában elárverezték a francia nagykövet gyűjteményét, az ő példánya 1611 livre-ért talált gazdára (összehasonlításképpen Diderot ugyanabban az évben 3500 livre-t kapott az Encyclopédie megírásáért). Linné patrónája, a svéd királynő is birtokolt egy csigaházat, akárcsak Nagy Katalin cárnő. 1800-ig a hollandok monopóliuma volt a csigakereskedelem, ezután Kínából is megindult a behozatal. A kínaiak hamisították is a lépcsőscsigát, rizslisztből készítették másolataikat, amelyekből néhány a mai napig fennmaradt és jóval értékesebb, mint a csigaház amit másolt.  